# I'm Alive (låt av The Hollies)
I'm Alive är en poplåt skriven av Clint Ballard, Jr. Han skrev låten speciellt för The Hollies som spelade in den och lanserade den som singel 1965. Låten blev en stor hit i flera europeiska länder och deras första singeletta i Storbritannien, men i USA stannade den på plats #104 utanför Billboard Hot 100. I USA togs låten med på albumet Hear! Here!. I Storbritannien togs låten inte med på något studioalbum, utan fanns endast tillgänglig på singel eller samlingsalbum.

## Listplaceringar
| Lista (1965)   | Position         |
| -------------- | ---------------- |
| Finland        | 37               |
| Irland         | 1                |
| Kanada         | 11 (RPM)         |
| Nederländerna  | 10               |
| Norge          | 6 (VG-lista)     |
| Storbritannien | 1                |
| Sverige        | 4 (Kvällstoppen) |
| Sverige        | 2 (Tio i topp)   |
| Västtyskland   | 16               |